# Spiraeeae
Spiraeeae es una tribu de plantas en la subfamilia Amygdaloideae perteneciente a la familia de las rosáceas.

## Géneros
Géneros según NBCI
- Aruncus - Holodiscus - Kelseya - Luetkea - Pentactina - Petrophytum - Sibiraea - Spiraea - Xerospiraea[2]